# サラ・マッケナ
サラ・マッケナ（英：Sarah McKenna、1989年3月23日 - ）は、イングランドの女子ラグビーユニオン選手。

## プロフィール
- イングランド・ハーペンデン出身[1]。
- ポジションはフルバック(FB)。
- 身長 167cm、体重 65kg
- 女子イングランド代表キャップは33（2022年12月現在）。

## 略歴
2022年、ラグビーワールドカップ2021の女子イングランド代表に選ばれて、レッド・ローズ2大会連続準優勝に貢献。